# Ramioul
Ramioul est un hameau de la section Ivoz-Ramet de la commune de Flémalle en région wallonne dans la province de Liège.
Le hameau est constitué principalement de logement sociaux.

## Histoire
Le hameau de Ramioul, comme celui du Gros-Chêne et Les Tiers, faisait partie de l'ancien village de Ramet, rattaché à celui d'Ivoz pour former l'ancienne commune d'Ivoz-Ramet avant la fusion des communes de 1977.

## Géographie
Le hameau est longé au nord par la Meuse et est limitrophe au sud de Neuville-en-Condroz, de la commune de Neupré, à l'ouest de Clermont-sous-Huy, de la commune d'Engis et à l'est de Les Thiers et sa section, Ivoz-Ramet.

Le hameau est principalement boisé. Comme la commune, le hameau se trouve sur un terrain en majeure partie accidentée.

## Infrastructures

### Enseignement
Le hameau de Ramioul compte deux écoles, une privée et une publique. L'école privée est rattachée au Château de Ramioul.

### Attractivité
Sur le hameau se situe le Préhistomuseum, anciennement le Préhistosite de Ramioul. La Société Anonyme Carmeuse, une carrière, menace le site du Préhistomuseum et son bois.
Une usine de l'entreprise Segal longe la Meuse.

### Monuments et sites
Sur le hameau se trouve le Château de Ramioul et la grotte de Ramioul, qui apporta de grand intérêts archéologiques.

### Voirie
Le hameau est traversé sur sa longueur, de l'ouest à l'est, par la nationale 644 et est longé au Nord, longeant la Meuse et une ligne de chemin de fer, par la nationale 90. La nationale 90 est un grand-axe routier, il part de Mons, en passant par Charleroi, Namur et Huy, passe par Ramioul et va vers Liège pour se transformer en l'autoroute A25, à Liège. La nationale 644, elle, part d'Ombret, à Amay, longe la N90 en desservant sur plusieurs routes secondaires jusqu'à Ivoz-Ramet.